# Beat the Boots II
Albums de Frank Zappa
Beat the Boots I
(1991) You Can't Do That on Stage Anymore, Vol. 5
(1992)

## Liste des titres
Tous les titres sont de Frank Zappa, sauf mention contraire

### Disconnected Synapses
- Enregistré le 15 décembre 1970, Gaumont Palace, Paris

1. Penis Dimension – 11 min 15 s
2. The Air – 3 min 54 s
3. The Dog Breath/Mother People – 4 min 22 s
4. You Didn't Try to Call Me – 3 min 34 s
5. King Kong – 31 min 38 s
6. Who Are the Brain Police? – 6 min 30 s

Musiciens
- Frank Zappa — guitar, vocals
- Jean-Luc Ponty — violin
- Mark Volman — vocals
- Howard Kaylan — vocals
- Jeff Simmons — bass, vocals
- George Duke — keyboards, trombone, vocals
- Ian Underwood — keyboards, soprano sax
- Aynsley Dunbar — drums

### Tengo Na Minchia Tanta
- Enregistré le 13 novembre 1970, Fillmore East, NYC

1. Does This Kind of Life Look Interesting to You? – 49 s
2. A Pound for a Brown (On the Bus) – 7 min 26 s
3. Sleeping in a Jar (with extensions) – 4 min 34 s
4. Sharleena – 4 min 31 s
5. The Sanzini Brothers – 32 s
6. What Will This Morning Bring Me This Evening? – 4 min 35 s
7. What Kind of Girl Do You Think We Are? – 5 min 00 s
8. Bwana Dik – 1 min 45 s
9. Latex Solar Beef – 1 min 00 s
10. Daddy, Daddy, Daddy – 2 min 46 s
11. Little House I Used to Live In – 4 min 04 s
12. Holiday in Berlin – 4 min 36 s
13. Inca Roads/Easy Meat – 7 min 16 s
14. Cruising for Burgers – 2 min 45 s

Musiciens
- Frank Zappa — guitar, vocals
- Mark Volman — vocals and special material
- Howard Kaylan — vocals and special material
- Jeff Simmons — bass, vocals
- George Duke — keyboards, trombone, vocals
- Ian Underwood — keyboards, winds
- Aynsley Dunbar — drums

### Electric Aunt Jemima
- Titres 1, 2, 5 et 7 enregistrés le 3 mai 1968, The Dog, Denver
- Titres 3 et 6 enregistrés le 20 octobre 1968, Concertgebouw, Amsterdam
- Titre 4 enregistré le 28 septembre 1968, Grugahalle, Essen

1. Little House I Used to Live In/Dog Breath Variations/Blue Danube Waltz/Hungry Freaks Daddy – 14 min 30 s
2. whät – 3 min 53 s
3. Dog Breath – 2 min 10 s
4. King Kong – 16 min 30 s
5. Trouble Every Day – 5 min 59 s
6. A Pound for a Brown (On the Bus) – 8 min 36 s
7. English Tea Dancing Interludes/Plastic People/King Kong/America Drinks/Wipe Out – 12 min 00 s

Musiciens sur titres 1, 2, 5, 7
- Frank Zappa — guitar, vocals
- Ray Collins — tambourine, vocals
- Roy Estrada — bass, vocals
- Don Preston — keyboards, electronics
- Ian Underwood — keyboards, woodwinds
- Bunk Gardner — woodwinds
- Motorhead Sherwood — baritone sax
- Jimmy Carl Black — drums
- Arthur Dyer Tripp III — drums

Musiciens sur titres 3, 4, 6
- Frank Zappa — guitar, vocals
- Roy Estrada — bass, vocals
- Don Preston — keyboards, electronics
- Ian Underwood — keyboards, woodwinds
- Bunk Gardner — woodwinds
- Motorhead Sherwood — baritone sax
- Jimmy Carl Black — drums
- Arthur Dyer Tripp III — drums

### At the Circus
- Tous les titres sauf 6 et 7 enregistrés le 8 septembre 1978, Circus Krone, Munich
- Titres 6 et 7 enregistrés le 18 juin 1970, Uddel, Netherlands

1. A Pound for a Brown (On the Bus) – 2 min 15 s
2. Baby Snakes – 2 min 05 s
3. Dancin' Fool – 3 min 15 s
4. Easy Meat – 4 min 39 s
5. Honey, Don't You Want a Man Like Me? – 4 min 32 s
6. Mother People – 2 min 40 s
7. Wonderful Wino – 5 min 41 s
8. Why Does It Hurt When I Pee? – 2 min 21 s
9. Seal Call Fusion Music – 3 min 12 s
10. Bobby Brown – 2 min 53 s
11. I'm On Duty – 1 min 52 s
12. Conehead – 5 min 31 s

Musiciens sur tous les titres excepté 6 et 7
- Frank Zappa — lead guitar/vocal
- Ike Willis — guitar, vocals
- Denny Walley — slide guitar, vocals
- Tommy Mars — keyboards, vocals
- Peter Wolf — keyboards
- Ed Mann — percussion
- Arthur Barrow — bass
- Vinnie Colaiuta — drums

Musiciens sur titres 6 et 7
- Frank Zappa — guitar, vocals
- Mark Volman — vocals
- Howard Kaylan — vocals
- Jeff Simmons — bass, vocals
- George Duke — keyboards
- Ian Underwood — keyboards
- Aynsley Dunbar — drums

### Swiss Cheese / Fire!
- Enregistré le 4 décembre 1971, Casino, Montreux

1. Intro – 14 min 21 s
2. Peaches En Regalia – 3 min 27 s
3. Tears Began to Fall/She Painted Up Her Face/Half-a-Dozen Provocative Squats – 5 min 59 s
4. Call Any Vegetable – 9 min 55 s
5. Anyway the Wind Blows – 3 min 44 s
6. Magdalena/Dog Breath – 9 min 49 s
7. Sofa – 18 min 06 s
8. A Pound for a Brown (On the Bus) – 7 min 07 s
9. Wonderful Wino/Sharleena/Cruisin' for Burgers – 12 min 37 s
10. King Kong – 1 min 24 s
11. Fire! – 1 min 55 s

Musiciens
- Frank Zappa — guitar, vocals
- Mark Volman — vocals
- Howard Kaylan — vocals
- Jim Pons — bass, vocals
- Don Preston — keyboards
- Ian Underwood — keyboards
- Aynsley Dunbar — drums

### Our Man in Nirvana
- Enregistré le 8 novembre 1968, California State University, Fullerton, CA

1. Feet Light Up – 1 min 16 s
2. Bacon Fat (Andre Williams) – 4 min 58 s
3. A Pound for a Brown on the Bus – 8 min 26 s
4. Sleeping in a Jar – 17 min 16 s
5. The Wild Man Fischer Story (Larry Fischer) – 3 min 28 s
6. I'm the Meany (Fischer) – 2 min 02 s
7. Valarie (Clarence Lewis, Bobby Robinson) – 2 min 17 s
8. King Kong – 30 min 59 s

Musiciens
- Frank Zappa — lead guitar/vocal
- Lowell George — guitar/vocal
- Roy Estrada — bass/vocal
- Don Preston — keyboards/electronics
- Buzz Gardner — trumpet
- Bunk Gardner — tenor sax
- Motorhead Sherwood — baritone sax
- Jimmy Carl Black — drums
- Arthur Dyer Tripp III — drums
- Larry "Wild Man" Fischer — guest vocals

### Conceptual Continuity
- Enregistré le 18 novembre 1976, Cobo Hall, Detroit, Michigan

1. Stinkfoot – 17 min 58 s
  - [The Poodle Lecture]
  - Dirty Love
  - Wind Up Workin' In a Gas Station
2. The Torture Never Stops – 21 min 09 s
  - City of Tiny Lights

Musiciens
- Frank Zappa — lead guitar, vocals
- Ray White — guitar, vocals
- Eddie Jobson — keyboards
- Patrick O'Hearn — bass
- Terry Bozzio — drums